# 1,2-diacylglycerol

1,2-diacylglycerol, konkrétně 1-palmitoyl-2-oleoylglycerol

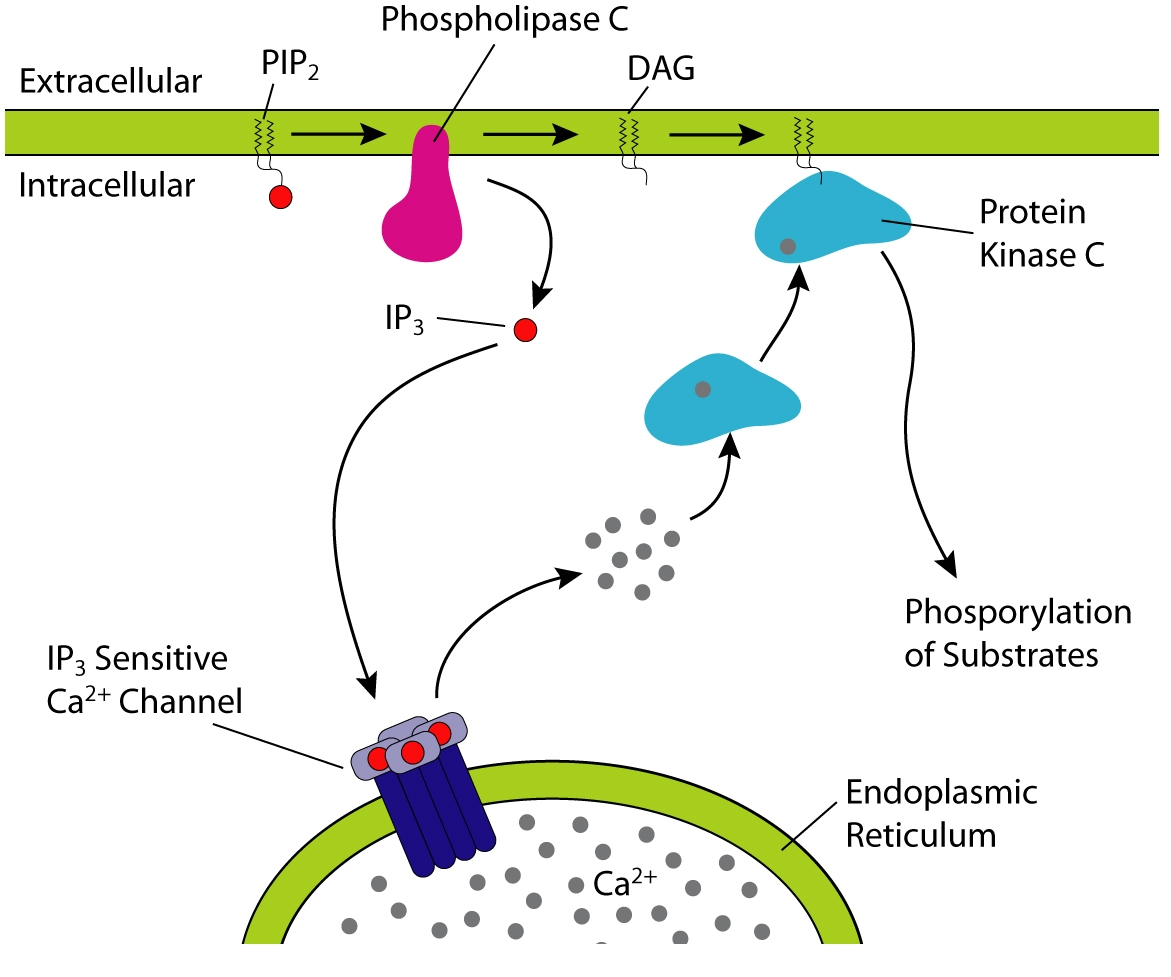
Rozklad fosfolipidu PIP2 na IP3 a DAG; tento proces je popsán v textu

1,2-diacylglycerol (DAG) je ester glycerolu a určité (obvykle vyšší) mastné kyseliny. Obvykle se tím myslí diglycerid na buněčné membráně vznikající odstraněním inositoltrifosfátu (IP3) z fosfolipidové molekuly. Tato enzymatická reakce probíhá v těle činností fosfolipázy C. Z rozloženého fosfolipidu vznikne IP3 a DAG, obě molekuly mohou sloužit jako druzí poslové v buněčné signalizaci.

## Funkce
Diacylglycerol však, jako málokterý jiný druhý posel, zůstává ukotven na membráně. Zde může plnit několik funkcí. Někdy může sloužit jako zdroj arachidonové kyseliny, která z DAG může být enzymaticky vyrobena a použita na výrobu eikosanoidů. Důležitější je to, že DAG je spolu s IP3 (který zvyšuje Ca2+ v cytosolu) aktivátorem proteinkinázy C. Tato proteinkináza dále přenáší signál tím, že fosforyluje cílové proteiny. DAG tak nepřímo spouští takové zásadní jevy, jako je buněčný růst, apoptóza nebo regulace metabolismu.
DAG je často součástí signalizačních drah, které začínají na receptoru spřaženém s G proteinem a pokračují přes G protein a fosfolipázu C. Konkrétně se signál přes DAG dostává například z acetylcholinového receptoru nebo z α1-adrenergního receptoru.